# 설태너
설태너(영어: sultana)는 씨가 없고 알이 길쭉한 청포도이다. 포도(Vitis vinifera)의 재배품종으로, 레반트가 기원인 것으로 여겨진다. 오스만 제국의 수출 품목이었기 때문에 술탄(sultan)의 여성형인 술타나(sultana)라는 이름이 붙었다. 그대로 먹거나 말려서 건포도를 만들어 먹고, 포도주용 포도로 쓰이기도 한다.

## 건포도

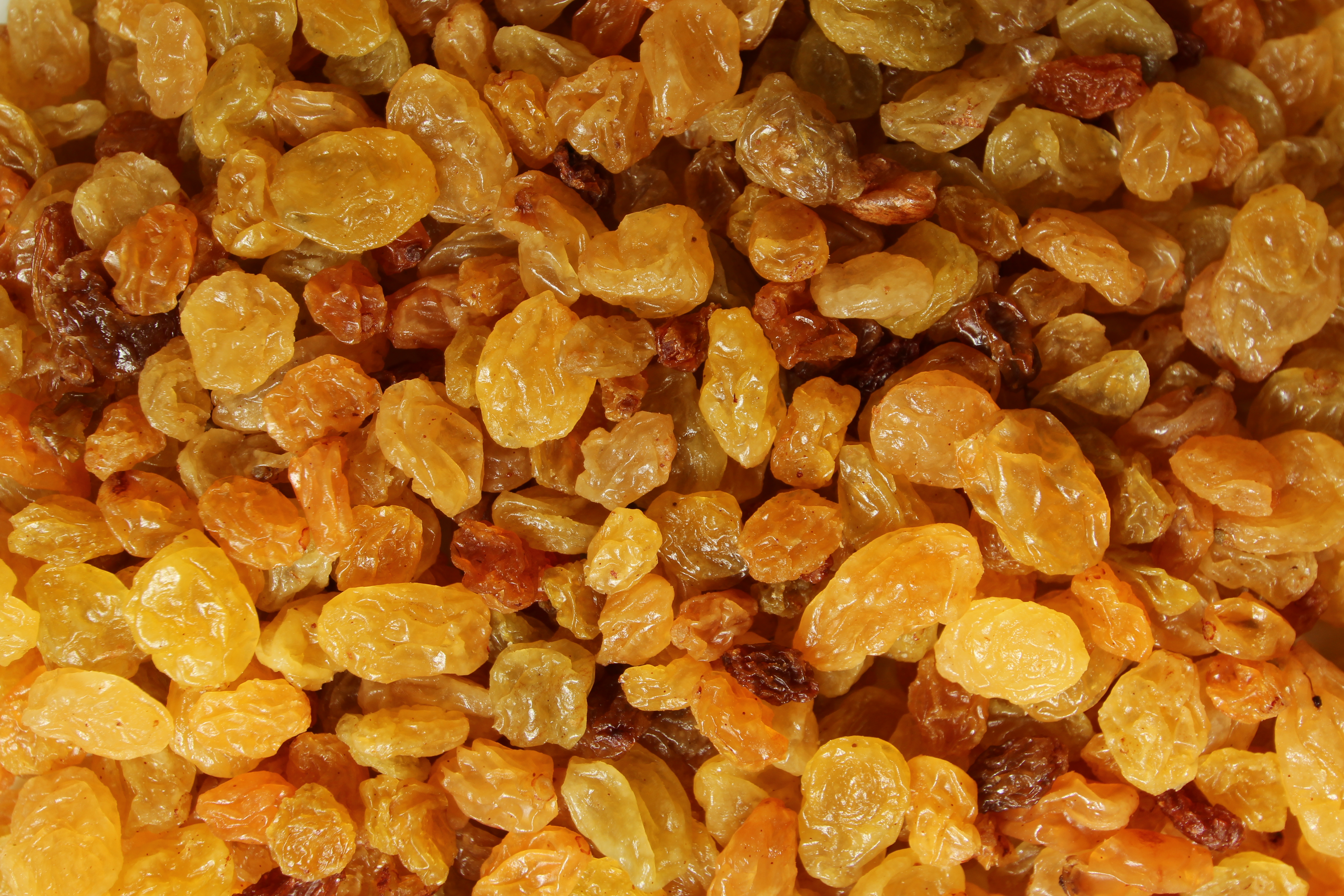
설태너 건포도

설태너 건포도는 크기가 작고 노란색을 띠며 단 맛이 강하다. 그대로 간식으로 먹거나, 여러 가지 음식을 만들 때 쓴다. 케이크나 빵에 들어가기도 하며, 이때 물이나 주스 또는 술에 불려 넣기도 한다.

## 포도주
백포도주를 만드는 데 쓰이기도 한다. 미국에서는 샤블리 포도주를 설태너로 만들기도 하는데, 유럽 연합에서는 프랑스의 욘주에서 재배된 샤르도네 포도로 만든 것만 샤블리 포도주라 부른다.

## 같이 보기
- 블랙 코린트